# Бабушкин, Андрей Иванович
Андрей Иванович Бабушкин (? — 1774) ― русский купец 1-й гильдии, именитый гражданин, содержатель шелковой и полотняной фабрик в Москве.

## Биография
Время рождения точно неизвестно; указываются 1693 или 1694 года, а также 1696 и даже 1704 год.
Сын Ивана Гаврилова, сына Бабушкина (1672 — после 1725), коренного тяглеца Басманной слободы в Москве.
Совместно с компанейщиками И. Веселовским, Г. Трофимовым, И. Рыбинским, М. Савиным и А. Турчаниновым занимался торговлей «сибирскими товарами»: тканями китайка и камка. В 1730-х годах вступил в компанию московского питейных откупщиков П. С. Гусятникова «сверх контракта и кондиций». Там в ведение Бабушкина пребывало тринадцать кабаков и фартин, которые приносили прибыль до 200 рублей в месяц.
В 1744 году приобрёл у вдовы известного московского фабриканта Алексея Спиридонова шёлковую фабрику (история которой восходит к 1717 году, когда она была заведена по указу Петра I П. Шафировым и П. Толстым), часть бывшей московской шёлковой мануфактуры на Посольском дворе. Производство фабрики непрерывно расширялось, и с 1750-х годов на ней имелось уже 60 станов. При этом если в 1754 году на фабрике было изготовлено только пять наименований шелковых тканей, то в 1759 году их было уже 11, а с 1761 году ― 14. Позднее фабрика частично также располагалась в домах Бабушкина на улице Старая Басманная.
Расширить производство Бабушкин смог благодаря покупке приписных и крепостных крестьян (свыше 300 человек), благодаря чему число станов выросло с 35 (1745) до 125 (1768—1769), а ассортимент тканей насчитывал свыше 15 наименований. В 1769 году тканей было выработано на сумму свыше 30 тысяч рублей (а в 1744 — на 1,5 тысяч). Пика своего развития фабрика достигла к концу 1760-х годов. Однако после вспышки чумы и чумного бунта 1771 года наблюдается значительный спад в производстве, который преодолевается благодаря частичной замене принудительного труда прикреплённых крестьян трудом вольнонаёмных.
В 1750 году Бабушкин также основал полотняную фабрику (до 1773) в своих домах в Новой Басманной слободе и в Сыромятниках, а позднее и в Михайловском уезде Рязанской губернии. Однако предполагается, что данное предприятие не было столь удачным, как шёлковая фабрика: здесь лишь в течение первого десятилетия наблюдается незначительное расширение производства. Вероятно, данный факт объясняется тем, что фабрика с самого начала своего учреждения испытывала недостаток в рабочей силе, поскольку её владелец не имел разрешения на покупку деревень и крестьян. В 1760-х годах положение фабрики ухудшается ещё больше, и уже ко второй половине 1773 года работы на ней не производятся. Дальнейшая судьба фабрики неизвестна.
Андрей Иванович Бабушкин скончался в 1774 году. Во второй половине 1770-х годов шёлковая фабрика Бабушкина снова выходит на уровень производства 1760-х годов, однако вскоре оказывается продана его наследниками: уже в 1780-х годах её название не встречается в ведомостях Комиссии о коммерции и Мануфактур-коллегии о состоянии фабрик и заводов.
Новое поколение Бабушкиных вскоре после смерти Андрея Ивановича отошло от промышленной деятельности ― причиной этому, видимо, была предпринимательская несостоятельность сыновей Андрея Бабушкина. Старший сын, Иван, был безынициативным человеком и не смог продолжить дело отца. До конца своих дней он жил в доме второго брата, Семёна, не имея собственной семьи. Семён сам удачно женился на дочери Ивана Романовича Журавлёва, представителя крупнейшей фамилии московских купцов, имевших суконную фабрику; однако всё же умер мещанином, хотя и добился звания коллежского асессора. Удачным был брак и самого младшего сына Андрея Ивановича, Петра. Судьба внуков сложилась по-разному: кто-то имел звания мещанина, кто-то ― купца, кто-то через брак перешёл в дворянское сословие.

### Семья
Дети:
- Иван (1740/41 — 1774);
- Анна (1742 — ?);
- Семён  (1747—1804) — в 1766—1795 гг. — в 1-й гильдии, после 1801 г. — в мещанстве; жена Настасья Ивановна (1746—1787) — дочь московского 1-й гильдии купца И. Р. Журавлёва;
- Пётр (1747—1793) — с 1788 года — именитый гражданин, женился на единственной наследнице гостиной сотни 1-й гильдии купца Дмитрия Ивановича Серебренникова, Елизавете (1749—1794);
- Евдокия (1752 — после 1781), муж — Фёдор Григорьевич Бабкин (1739/1740 — 1773), московский купец 1-й гильдии.